# Frederiks (Viborg)
Frederiks is een plaats in de Deense regio Midden-Jutland, gemeente Viborg. De plaats telt 1853 inwoners (2008).